# Ижевская кольцевая автомобильная дорога

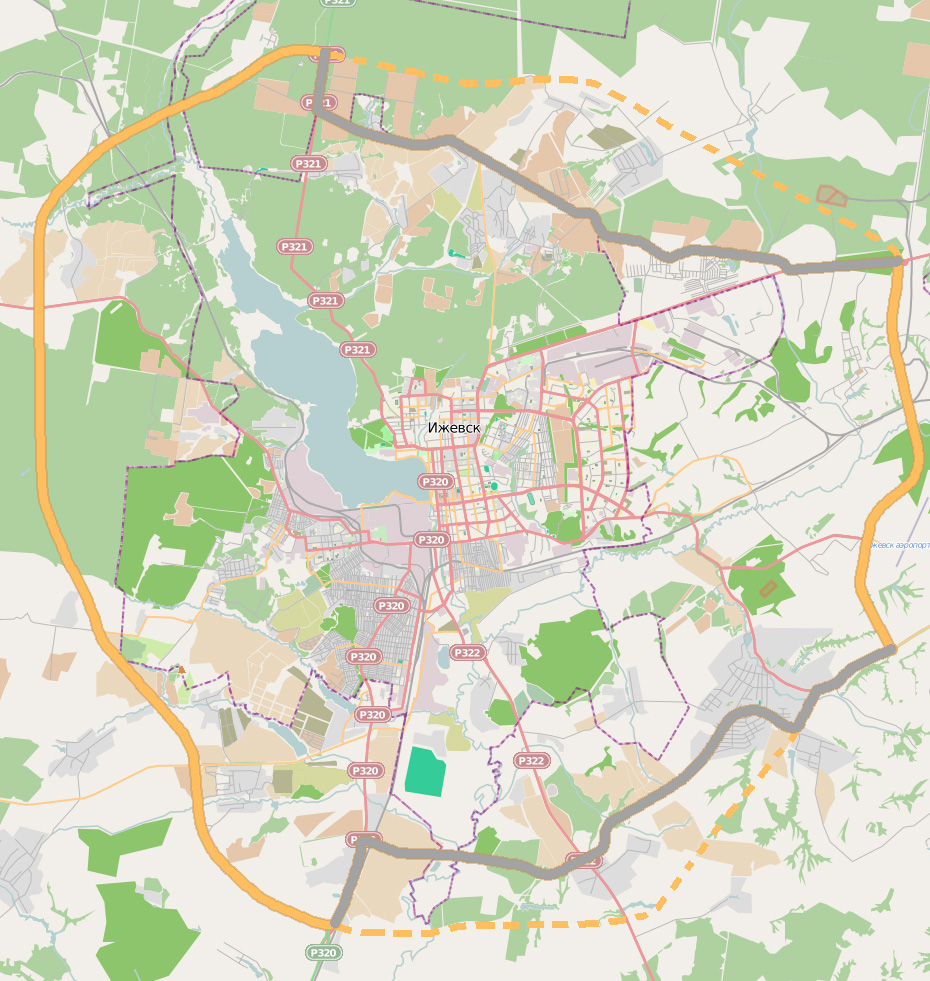
Схема ИКАД в 2012 году (оранжевый цвет - построенные участки, пунктир - проектируемые, серый цвет - старые дороги, выполняющие функции ИКАД)

Ижевская кольцевая автомобильная дорога (ИКАД, Объездная дорога) —кольцевая автомобильная дорога вокруг города Ижевск. Строительство объездной дороги было обусловлено необходимостью разгрузить улицы столицы Удмуртии от проходящего через неё транзитного автотранспорта с дорог М7 (Р320 и Р321), Р322.
Строительные работы начались в 2002 году. По состоянию на 2012 год ИКАД построена примерно на 55 %. До 2015 года планируется достроить юго-восточный и северо-восточный участки, в результате чего все объездные дороги вокруг Ижевска должны замкнуться в кольцо. Общая протяжённость кольца при этом составит 96 км, что на 13 км короче МКАД.

## История
Строительство дороги было начато в 2002 году с 3-го пускового комплекса западного полукольца, который был введён в эксплуатацию в 2005 году и соединил Якшур-Бодьинский тракт с Шабердинским.
15 октября 2004 года был открыт участок восточного полукольца протяжённостью 14 км, соединивший Гольянский тракт и Воткинское шоссе.
В 2005 году началось строительство 1-го пускового комплекса западного полукольца протяжённостью 13,6 км. После ввода в эксплуатацию этот участок соединил Можгинский тракт, Увинский тракт и автодорогу Ижевск — Ленино.
В конце 2006 года начались строительно-монтажные работы на 2-м пусковом комплексе западного обхода Ижевска.
8 сентября 2008 года состоялось торжественное открытие автомобильной дороги «Обход Ижевска на подъездной автодороге к Перми» (западное полукольцо ИКАД) протяжённостью 39 км. В ходе строительства было возведено 5 мостов и 4 путепровода.
В 2009 году западное полукольцо сдано в эксплуатацию.
В октябре 2011 года министр транспорта и дорожного хозяйства Удмуртии О. Гарин заявил о планах по завершению строительства восточного полукольца, на которое потребуется почти 30 миллиардов рублей.

## Характеристика дороги
- Дорога федерального значения II категории.
- Проектная длина — 96 км.
- Фактическая длина (2012 год) — 101 км[9].
- Количество полос движения — 2.
- Количество транспортных развязок — 3.
- Количество мостов, путепроводов, эстакад и тоннелей — 13.

## Описание
ИКАД состоит из западного и восточного полуколец, соединяющих Можгинский и Якшур-Бодьинский тракты, соответственно с запада и с востока. Полностью построенным является только западное полукольцо. У восточного полукольца ИКАД построен участок объездной дороги, соединяющий Гольянский тракт с Воткинским шоссе. Однако, несмотря на незавершённость строительства, кольцо объездных дорог вокруг Ижевска уже замкнуто благодаря наличию старых объездных дорог, соединяющих Якшур-Бодьинский тракт с Воткинским шоссе, а Гольянский тракт с Можгинским.
Принятый в 2006 году Генеральный план города Ижевска предусматривает строительство новых объездных дорог на северо-востоке и юго-востоке ИКАД, которые должны пройти дальше от города, чем существующие. После их постройки восточное полукольцо станет естественным продолжением западного.

## Инженерные объекты

### Западное полукольцо
- Двухуровневая развязка с Можгинским трактом. Над Можгинским трактом проходит путепровод.
- Мост через реку Лудорвай.
- Двухуровневая развязка с Увинским трактом.
- Мост над рекой Сепыч.
- Перекрёсток с автодорогой Ижевск — Курегово — Ленино.
- Перекрёсток с Шабердинским трактом (автодорога Ижевск — Люк).
- Мост над рекой Люк.
- Перекрёсток с автодорогой Ижевск — Люкшудья.
- Путепровод над железной дорогой Ижевск — Балезино у станции Люкшудья.
- Мост над рекой Иж.
- Двухуровневая полуклеверная развязка с Якшур-Бодьинским трактом. На этой развязке западное полукольцо заканчивается. Для продолжения движения по окружной дороге следует повернуть направо. Через 2 км к югу от развязки по Як-Бодьинскому тракту расположен Т-образный перекрёсток, от которого начинается восточное полукольцо.

### Восточное полукольцо
- Одноуровневая развязка типа «овал» со Славянским шоссе.
- Перекрёсток с Новоярушкинской улицей.
- Т-образный перекрёсток с Трактовой улицей (Хохряки).
- Т-образный перекрёсток с Воткинским шоссе. От этого перекрёстка начинается участок восточного полукольца длиной 3,7 км, который пролегает по Воткинскому шоссе на восток.
- Одноуровневая развязка типа «овал» с Воткинским шоссе. От этой развязки восточное полукольцо продолжается далее на юг.
- Путепровод над Воткинской железнодорожной линией на станции Вожой.
- Мост над рекой Позимь.
- Круговой перекрёсток с автодорогой Ижевск — Аэропорт.
- Одноуровневая развязка типа «овал» с Сарапульским трактом.
- Мост над рекой Иж.
- Путепровод над железнодорожной линией Ижевск — Агрыз у платформы 27 км.
- Одноуровневая развязка типа «овал» с Можгинским трактом. На этой развязке восточное полукольцо заканчивается. Для продолжения движения по окружной следует повернуть налево. Через 3 км к югу по Можгинскому тракту расположена двухуровневая развязка — въезд на западное полукольцо ИКАД.